# Jesse Muhoozi
Jesse Muhoozi ist ein US-amerikanischer Schauspieler.

## Leben
Muhoozi debütierte 2016 als Kinderdarsteller im Fernsehfilm The Real MVP: The Wanda Durant Story als Schauspieler. Im selben Jahr wirkte er im Kurzfilm Everybody Says mit. Von 2016 bis 2017 stellte er die Rolle des Isaac Kenyatta in insgesamt zehn Episoden der Fernsehserie Zoo dar und wurde ein Entführungsopfer der US-Regierung. 2018 hatte er eine Episodenrolle in der Fernsehserie A Million Little Things inne. Seit 2021 verkörpert er die Rolle des Kwame in der Fernsehserie Nancy Drew.

## Filmografie (Auswahl)
- 2016: The Real MVP: The Wanda Durant Story (Fernsehfilm)
- 2016: Everybody Says (Kurzfilm)
- 2016–2017: Zoo (Fernsehserie, 10 Episoden)
- 2018: A Million Little Things (Fernsehserie, Episode 1x07)
- 2021–2022: Nancy Drew (Fernsehserie)